# Trista Bernier
Trista Bernier (ur. 22 lipca 1971) – kanadyjska lekkoatletka, która specjalizowała się w skoku o tyczce.

## Osiągnięcia
- brązowy medal Igrzysk Wspólnoty Narodów (Kuala Lumpur 1998)
- wielokrotna mistrzyni i rekordzistka kraju

## Rekordy życiowe
- skok o tyczce – 4,15 (1998)
- skok o tyczce – 4,11 (1998)